# الرسالة اليمنية
الرسالة اليمنية (بالعبرية: אגרת תימן) كان خطاباً مهماً كتبه موسى بن ميمون وأرسله إلى يهود اليمن. وتشير التقديرات إلى أنه قد كتب في حوالي سنة 1172م.

## خلفية
ظهر الاضطهاد الديني والهرطقة ضد اليهود في اليمن خلال القرن الثاني عشر، إذ كان متوسط عدد اليهود في اليمن لقرون عديدة قليلاً جداً، ومع أن اليهود تناثروا في جميع أنحاء البلاد، لكنهم كانوا ناجحين في مجال الأعمال التجارية وتأليف كتب عن عقيدتهم.
كان هناك تمرد ضد السلطان صلاح الدين الأيوبي في الربع الأخير من القرن الثاني عشر وبدأ المسلمون الشيعة يضطهدون الدين اليهودي في اليمن في هذا الوقت. وفي الوقت نفسه بدأ رجل دين بالتوفيق بين اليهودية والإسلام وادَّعى أن الكتاب المقدس قد تنبأ بمجيئ محمد كنبي من الله.
قاد الاضطهاد وزيادة الردة أحد أكثر علماء اليهود احتراماً في اليمن - يعقوب بن نثنائيل - لكتابة رسالة يطلب فيها نصيحة من الحاخام موسى بن ميمون. فجاءت إجابة موسى بن ميمون في رسالة بولس الرسول مكتوبة باللغة العربية التي ترجمها فيما بعد ناحوم معربي إلى اللغة العبرية. تركت هذه الرسالة انطباعاً هائلاً على يهود اليمن، حتى أنَّها ولَّدت حركة دينية جديدة، وكانت أيضاً مصدراً للقوة وعزاءً ودعم الثقة في استمرار الاضطهاد.
تدخل موسى بن ميونٍ لاحقاً مع صلاح الدين الأيوبي في مصر لإنهاء الاضطهاد، بعد فترةٍ قصيرة من تأليف الرسالة.